# Black Russian
Il Black Russian è un cocktail dolce a base di vodka, servito dopo cena. Fa parte della lista dei cocktail riconosciuti dall'IBA, che include anche la variante White Russian, realizzata con l'aggiunta di panna.

## Storia
L'origine del cocktail risale al 1949 ed è attribuita a Gustave Tops, barman dell'hotel Metropole di Bruxelles. Il cocktail venne preparato per la visita dell'ambasciatrice americana Pearl Mesta in Lussemburgo . Il nome deriva dall'ingrediente principale, la vodka, e dal colore scuro, determinato dal liquore al caffè.

## Composizione

### Ingredienti
- 5,0 cl di vodka
- 2,0 cl di liquore al caffè

### Preparazione
Versare gli ingredienti all'interno di un bicchiere old fashioned riempito di cubetti di ghiaccio e mescolarli con uno stirrer.

## Descrizione
Il Black Russian è un cocktail after-dinner di preparazione semplice e dal sentore alcolico deciso, di circa 30-35 gradi alcolici. La bevanda risulta secca, con un aroma principale dato dal liquore al caffè.

## Varianti
Il cocktail può variare pe
- White Russian - cocktail ufficiale IBA, con l'aggiunta della panna.
- Mudslide - si aggiunge al composto la crema di whiskey[6][7]
- Red Russian - si sostituisce il liquore al caffè con liquore alla ciliegia[8]